# AACTA
Премия Австралийской академии кинематографа и телевидения (AACTA; англ. Australian Academy of Cinema and Television Arts Awards) — австралийская премия, с 1958 г. ежегодно вручаемая Австралийской академией кинематографа и телевидения. Награда отмечает лучшие, по мнению академиков, кинематографические и телевизионные произведения, а также актёров, режиссёров и сценаристов. Премия считается высшей наградой в области кино и телевидения.
Изначально премия состояла из шести категорий и тридцати номинантов, но в 1986 году порядок вручения награды был изменён — с тех пор она охватывает не только кино, но и телевидение. Часто премию называют «Австралийским Оскаром».